# 차유람
차유람(1987년 7월 23일~)은 대한민국의 당구 선수다. 전남 완도초등학교를 졸업하였다. 수원 율전중학교 2학년 때 학교를 자퇴하였으며, 검정고시로 대학입학 자격을 획득하였다. 현재 한국체육대학교 스포츠건강복지학부에 재학 중이다.
초등학교 1학년 때인 1995년 아버지의 권유로 테니스를 시작하였다가, 6학년 때인 2000년 당구로 종목을 바꾸었다. 2006년 9월 세계적인 당구 스타 자넷 리와 포켓볼 친선 경기를 가진 것을 계기로 얼짱 당구 스타로 이름을 알리기 시작하였다. 이후 2006년 도하 아시안 게임과 2010년 광저우 아시안 게임에 국가대표로 출전하였다. 2010년 3월 IB스포츠와 매니지먼트 계약을 맺었다. 2013년, IB스포츠와의 계약이 종료되자, 스포츠 전문 에이전시 이카루스 스포츠와 계약했다. 2015년 6월 20일 이지성 작가와 결혼하였다. 언론매체를 통해 2015년 11월 10일에는 딸, 2018년 7월 3일에는 아들을 순산했다고 알렸다.

## 학력
- 한국체육대학교 학사 졸업
- 한국체육대학교 대학원 체육학과 석사 졸업

## 수상
경기
- 2003년: 한국여자포켓 9볼 랭킹전 1위
- 2004년: 풀사랑 9볼 오픈 1위
- 2005년: 한국여자 3쿠션대회 1위
- 2005년: 제2회 KBF 전국 포켓 9볼 선수권 대회 2위
- 2006년: KBF 포켓 9볼 전국투어 랭킹전 1차전 2위
- 2008년: US 오픈 4강
- 2008년: XTM 당구 챔피언십 준우승
- 2009년: 홍콩 동아시아 경기대회 큐스포츠 6레드 스누커 동메달
- 2009년: 2009년 실내 아시안 게임 포켓 9볼 1위
- 2010년: 2010 암웨이컵 세계 여자 9볼 오픈 우승
- 2010년: 춘천 월드 레저 경기대회 당구 앰브레스컵 포켓 9볼 우승, 여자 묘기당구 준우승
- 2010년: 제91회 전국체육대회 당구 여자 일반부 포켓 9볼 금메달 (시범종목)
- 2011년: 세계 9볼 베이징 오픈 1위
- 2011년: 전국 포켓 9볼 오픈 대회 1위
- 2011년: 제2회 대한당구연맹회장배 10볼 2위
- 2012년: 제3회 대한당구연맹회장배 10볼 1위
- 2012년: 제3회 부산광역시장배 10볼 1위
- 2012년: 2012 포켓 M-Tour 4차대회 1위
- 2012년: 세계 여자 10볼 선수권 3위
- 2012년: 제93회 전국체육대회 당구 여자 일반부 포켓 9볼 동메달
- 2012년: 제8회 대한체육회장배 10볼 3위
- 2013년: 2013 포켓 M-Tour 1차대회 2위
- 2013년: 제9회 대한체육회장배 9볼 2위
- 2013년: 제4회 대한당구연맹회장배 9볼 2위
- 2013년: 2013년 실내 아시안 게임 10볼 금메달
- 2013년: 2013년 실내 아시안 게임 9볼 금메달
- 2013년: 수원컵 전국 포켓볼 당구 대회 9볼 1위
- 2013년: 2013 CBSA 베이징 미윈 9볼 오픈 1위
- 2013년: 제94회 전국체육대회 10볼 금메달
- 2014년: 2014 CBSA 광저우 국제 9볼 오픈 2위

기타
- 2010년: 제11회 대한민국 영상대전 포토제닉상 스포츠 부문
- 2010년: 제26회 코리아 베스트드레서 백조상 스포츠 부문
- 2014년: 제13회 KBS 연예대상 쇼,오락 MC부문 신인상

## 경력
- 2006년: 도하 아시안게임 당구 국가대표
- 2009년: 홍콩 동아시아 경기대회 당구 국가대표
- 2010년: 광저우 아시안게임 당구 국가대표
- 2022년 5월 13일 : 국민의힘 입당
- 2022년 5월 13일 : 국민의힘 선거대책위원회 문화체육특보
- 2023년 3월 ~ : 프로당구협회 PBA 전용구장건립추진위원장

### 국민의힘 입당
2022년 5월 13일, 국민의힘 입당과 함께 제8회 전국동시지방선거 중앙선대위에 문화체육특보로 합류해 유세·홍보 업무를 지원하기로 했다. 2022년 5월 13일, 국민의힘 입당과 함께 제8회 전국동시지방선거 중앙선대위에 문화체육특보로 합류해 유세·홍보 업무를 지원하기로 했다. 하루 전인 12일에 입장문을 통해 "새 정부에 힘을 보태고 문화 체육인들에게 힘이 되고자 공천과 같은 조건 없이 헌신하려고 한다"고 언급했다. 이번 인재영입은 차유람 선수의 남편인 이지성 작가가 먼저 국민의 힘에 연락을 했고 직접 차유람 선수의 선거 지원을 밝혔다. 이준석 대표와는 더 지니어스:게임의 법칙에 함께 출연했었다.
그녀는 입당 환영식에서 "지난 5년 동안 기업의 자유로운 후원을 받지 못해 모든 분야에 걸쳐 엘리트 선수 육성이 정체됐다", "코로나19와 집합금지 조치로 실내체육시설 관계자들은 생존에 위협을 받고 있다" 라는 말을 통해 지난 문재인 정부의 체육 정책과 대한민국의 코로나-19 방역 정책에 대해 비판적으로 평가했다.

## 방송
- 2007년: KBS 인간극장 5부작 '미녀와 포켓볼'
- 2010년: SBS 놀라운 대회 스타킹(185회)
- 2011년: SBS 강심장(69회)
- 2013년: KBS 1대 100(295회)
- 2013년: tvN 더 지니어스: 게임의 법칙
- 2014년: MBC 연애고시: 연애조난자 구출프로젝트
- 2014년: SBS 런닝맨(202, 203회)
- 2014년: KBS 우리동네 예체능
- 2015년: KBS N 스포츠 죽방전설
- 2016년: SBS 동상이몽, 괜찮아 괜찮아
- 2018년: Netflix 범인은 바로 너!

## 드라마
- 《연애의 발견》 (2014년, KBS2) - 당구 선생 역
- 《황금거탑》 (2014년, tvN) - 본인 역

## 광고
- 2010년 : 프랑스 스포츠의류회사 '르꼬끄 스포르티브'
- 2020년 : 웰컴저축은행

## 화보
- 2009년: 스타화보
- 2009년: iTouch Star 화보
- 2011년: 남성잡지 'MAXIM' 4월호
- 2013년: 빌리어즈매거진 7월호

## 홍보대사
- 2008년: 제89회 전국체육대회[4]
- 2008년: 명옥헌 한의원 '튼살제거 새싹 프로그램'
- 2011년: 국제 사이클 대회 '투르 드 코리아 2011'
- 2013년: 인천 실내 아시안 게임 홍보대사

## 책
- 2012년: 차유람의 라운드 소나타